# Guido Maria Conforti
Guido Maria Conforti (Parma, 30 de março de 1865 – Parma, 5 de novembro de 1931) foi um arcebispo católico italiano que fundou os Missionários Xaverianos (S.X.) em 3 de dezembro de 1895. Ele era conhecido por fazer visitas frequentes às suas paróquias e trabalhou para promover a educação religiosa e o envolvimento religioso entre os jovens.
O Papa João Paulo II o beatificou em 1996, e ele foi canonizado em 2011 pelo Papa Bento XVI.

## Biografia
Guido Maria Conforti nasceu em Casalora di Ravadese, na diocese e província de Parma, Itália, em 1865, sendo o oitavo de dez filhos de Rinaldo e Antonia Adorni Conforti. Ele frequentou uma escola primária administrada pelos Irmãos De La Salle a partir de 1872 e, todos os dias, no caminho para a escola, parava na igreja de Santa Maria della Pace, sua igreja paroquial, onde costumava conversar com Jesus Cristo crucificado. Foi nesse período que sua vocação se tornou evidente. Ele mais tarde recordou:
"Eu olhava para Ele e Ele olhava para mim e parecia dizer tantas coisas".
Embora seu pai preferisse que ele permanecesse para administrar a fazenda, Conforti ingressou no seminário em Parma em novembro de 1876. Ele começou a ler as obras de Francisco Xavier, o que despertou o desejo de se tornar missionário, mas seus pedidos para ingressar na Companhia de Jesus ou nos Salesianos de São João Bosco foram negados. Na época, o reitor do seminário era Andrea Carlo Ferrari, futuro cardeal e Beato, que se tornou seu mentor. Conforti foi nomeado vice-reitor.
Conforti foi ordenado sacerdote em 22 de setembro de 1888 em Fontanellato. Posteriormente, atuou como professor no seminário local. Ele foi nomeado Vigário-Geral da Diocese de Parma em 7 de março de 1896.

### Fundador
Conforti fundou os Missionários Xaverianos em 3 de dezembro de 1895, e a organização recebeu a aprovação do Papa Leão XIII em 3 de dezembro de 1898. Em 1899, ele enviou os primeiros missionários da ordem para a China. Leão XIII o nomeou Arcebispo de Ravena em maio de 1902, após a morte do Cardeal Agostino Gaetano Riboldi. Ele foi consagrado bispo em 11 de junho de 1902, na Basílica de São Paulo Extramuros, em Roma. Conforti apresentou sua renúncia em outubro de 1904 devido à sua saúde debilitada. Em 14 de novembro, foi nomeado Bispo Coadjutor de Parma e Arcebispo Titular de Estaurópolis.
Em 1907, tornou-se Bispo de Parma, mantendo o título pessoal de Arcebispo. Ele visitava todas as paróquias a cavalo ou por outros meios para inspecionar sua diocese, com especial atenção à educação religiosa.
Diz-se que Conforti foi o responsável pela iniciativa que levou à encíclica Maximum illud, do Papa Bento XV, publicada em 30 de novembro de 1919. Este documento é considerado a Magna Carta do trabalho missionário católico moderno.
Em 1928, Conforti viajou à China para visitar os Missionários Xaverianos que trabalhavam no país. Ele chegou a Xangai em 26 de outubro de 1928 e se encontrou com seus contatos para inspecionar suas atividades.
Conforti retornou a Parma e adoeceu em outubro de 1931. Ele faleceu um mês depois e foi sepultado em Parma. Seu túmulo foi transferido em 1942 e novamente em 1996.

## Santidade
Os escritos espirituais de Conforti foram aprovados por teólogos em 12 de julho de 1946. O processo de canonização foi iniciado em Parma em 29 de maio de 1959, durante o pontificado do Papa João XXIII, e o trabalho realizado em nível diocesano culminou em 11 de fevereiro de 1982, quando Conforti foi declarado Venerável pelo Papa João Paulo II, devido à sua vida de virtudes heroicas.
Com a aprovação do milagre necessário, Conforti foi beatificado por João Paulo II em 17 de março de 1996.
Um segundo tribunal para analisar o milagre exigido para a canonização foi aberto em 4 de outubro de 2005 e encerrado em 16 de novembro de 2005. O Papa Bento XVI aprovou o decreto em 10 de dezembro de 2010, levando à canonização de Conforti em 23 de outubro de 2011.